# Лапунова Олена Павлівна
Оле́на Па́влівна Лапуно́ва (* 1980) — українська плавчиня, переможниця та призерка першостей національного значення, учасниця трьох літніх Олімпійських ігор, майстер спорту України міжнародного класу.

## Життєпис
Народилася 1980 року.
21 липня 1995 року стала рекордсменкою України у вільному стилі на 200 м - 2:03.10 (юнацький Чемпіонат Європи; станом на листопад 2019-го чинне) та індивідуальному заліку.
1996 року дебютувала як наймолодша плавчиня України на літніх Олімпійських іграх 1996 року в Атланті. Зайняла 21-ше місце на 200 м вільним стилем (2: 04.07) та 29-те у 200 м індивідуальному заліку (2: 20.76).
Восьмою фінішувала на чемпіонаті Європи-1997.
1998 року втратила ліцензію на виступи від Міжнародної федерації плавання, після того як було здійснено позитивний тест на заборонений метандростенолон. Згодом Федерація плавання України повернула їй ліцензію, щоб взяти участь у змаганнях на наступній Олімпіаді.
Під час олімпійського виступу в Сіднеї 2000 року не змогла пройти у наступний раунд окремих змагань, фінішувавши 26-ю на 200 м вільним стилем (2: 04.39) та 32-ю на 400 м вільним стилем (4: 19.96). У програмі естафети 4 × 200 метрів вільним стилем стартувала з Жанною Лозумирською, Надією Бешевлі і Альбіною Бордуновою, в кваліфікаційному запливі українки були дискваліфіковані.
Пройшла кваліфікацію на літні Олімпійські ігри 2004 року в Афінах. Покращила особисті показники: 02.30 на 200 м вільним стилем на чемпіонаті світу в Мадриді.  Не змогла пройти у півфінал, розмістившись на двадцять другій позиції. 
Закінчила Дніпропетровський державний інститут фізичної культури і спорту.